# Peter Handyside
Peter Handyside (Dumfries, Escocia, 31 de julio de 1974-9 de febrero de 2024) fue un futbolista escocés que jugó en la posición de defensa.

## Carrera

### Club
| Periodo   | Club                  |
| --------- | --------------------- |
| 1992-2001 | Grimsby Town FC       |
| 2001-2003 | Stoke City FC         |
| 2003–2004 | Barnsley FC           |
| 2004-2006 | Northwich Victoria FC |
| 2006-2007 | Hucknall Town FC      |

### Selección nacional
Jugó para Escocia sub-21 en ocho ocasiones de 1993 a 1995.

## Vida personal
Al retirarse como futbolista, Handyside trabajó haciendo entregas para Gilberts Furniture del Fenton Industrial Estate en Stoke on Trent. En diciembre de 2013 la hija de Handyside fue diagnosticada con leucemia, y en 2014 lanzó una campaña llamada "Maia's Mission".

## Logros
- Football League Trophy: 1997–98